# Меликли (Зангеланский район)
Меликли (азерб. Məlikli) — село в административно-территориальном округе Зангеланского района Азербайджана.

## География
Село находится на берегу реки Охчу, на равнине.

## История
В ходе Первой карабахской войны, в 1993 году село было занято армянскими вооружёнными силами, и до ноября 2020 года находилось под контролем непризнанной НКР. 21 ноября 2020 года, в ходе Второй карабахской войны, президент Азербайджана объявил об освобождении села Меликли вооружёнными силами Азербайджана.